# Rob Gardner
Rob Gardner, född 26 mars 1965, är en amerikansk musiker, känd som trummis i de första uppsättningarna av banden L.A. Guns och Guns N' Roses.
Gardner medverkade i L.A. Guns mellan 1983 och 1985 och spelade in material som gavs ut på EP:n Collector's Edition No. 1. Han spelade under 1985 i Guns N' Roses, efter att bandet bildats genom en sammanslagning av L.A. Guns och Hollywood Rose, men ersattes i ett tidigt skede av Steven Adler.